# معلم پیانو (فیلم)
معلم پیانو (به فرانسوی: La Pianiste) فیلمی به کارگردانی میشائل هانکه است که سال ۲۰۰۱ بر اساس رمان معلم پیانو، نوشتهٔ الفریده یلینک، برندهٔ جایزهٔ نوبل ادبیات ۲۰۰۴ ساخته شده‌است.

## خلاصهٔ داستان
اریکا در دوران میانسالی استاد موسیقی کلاسیک در کنسرواتوار موسیقی وین است. او هنوز مجرد است و با مادری سرکوبگر زندگی می‌کند که همیشه در پی اعمال سلطه بر اوست. امیال و گرایش‌های جنسی اریکا برآورد نشده و او درگیر عقده‌های جنسی است و با تماشای فیلم‌های سکسی و چشم‌چرانیِ سکسی خود را ارضا می‌کند. والتر، هنرآموز جوان، به او اظهار عشق می‌کند، اما اریکا خواستار اعمال سلطهٔ جنسی بر اوست و او را به تبعیت از فرامین بیمارگونه‌اش فرامی‌خوانَد. مبارزه‌ای جنسی برای اعمال سلطهٔ جنسی میان آن دو اوج می‌گیرد که سر به خودآزاری و دیگر آزاری و ویرانگری می‌زند.

## جوایز
- جایزهٔ بزرگ (گران پری) در جشنوارهٔ فیلم کن سال ۲۰۰۱
- بهترین بازیگر زن برای ایزابل هوپر در جشنوارهٔ فیلم کن سال ۲۰۰۱
- بهترین بازیگر مرد برای بنوا ماگیمل در جشنوارهٔ فیلم کن سال ۲۰۰۱